# اعتماد على النيكوتين

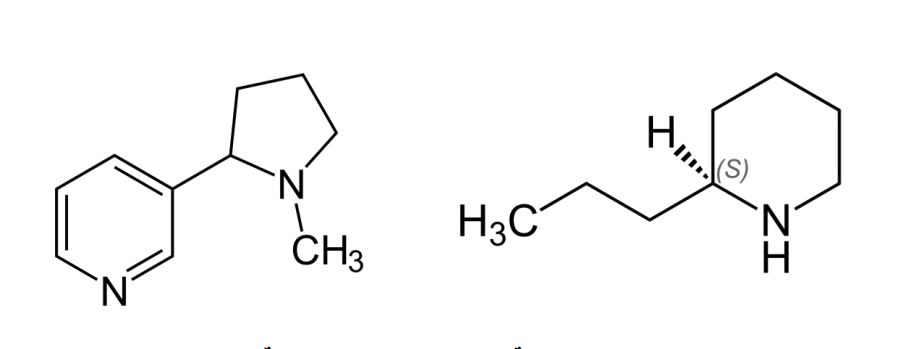
تشابه صيغة النيكوتين والكوينون

الاعتماد على النيكوتين هو حالة الاعتماد على النيكوتين.  إن الاعتماد على النيكوتين هو مرض مزمن منتكس يعرف بأنه الرغبة الشديدة في استخدام العقار، على الرغم من العواقب الاجتماعية الضارة. ادمان النيكوتين يظهر على اعتماد نفسي اكثر من كونه اعتماد جسدي. التسامح هو عنصر آخر من الاعتماد على المخدرات. يتطور اعتماد النيكوتين بمرور الوقت مع استمرار الشخص في استخدام النيكوتين. يعتبر الاعتماد على النيكوتين مصدر قلق كبير للصحة العامة لأنه أحد الأسباب الرئيسية للوفيات التي يمكن تجنبها في جميع أنحاء العالم.
هناك طرق مختلفة لقياس الاعتماد على النيكوتين. المقاييس الخمسة لتقييم الاعتماد المشترك هي اختبار Fagerström للاعتماد على النيكوتين، والدليل التشخيصي والإحصائي للاضطرابات العقلية، ومقياس الاعتماد على السجائر، ومقياس الاعتماد على النيكوتين، وجرد ويسكونسن لدوافع الاعتماد على التدخين. ويدعم الاستخدام الطويل لاختبار Fagerström للاعتماد على النيكوتين من خلال وجود أبحاث مهمة موجودة مسبقًا وإيجازها.
يتبنى مستخدمو النيكوتين لأول مرة اعتمادًا بنسبة 32% تقريبًا من الوقت. هناك ما يقرب من 976 مليون مدخن في العالم. هناك تواتر متزايد للاعتماد على النيكوتين في الأشخاص الذين يعانون من اضطرابات القلق. النيكوتين هو منبه مقلد نظير الودي يرتبط بمستقبلات أستيل كولين النيكوتين في الدماغ. تحدث المرونة العصبية في نظام المكافأة في الدماغ نتيجة لاستخدام النيكوتين على المدى الطويل، مما يؤدي إلى الاعتماد على النيكوتين. هناك عوامل خطر وراثية لتطوير الاعتماد. على سبيل المثال، تم ربط الواسمات الجينية
لنوع معين من مستقبلات النيكوتين (مستقبلات النيكوتين α5-α3-β4) بزيادة خطر الاعتماد عليها. يمكن للطب المبني على الأدلة أن يضاعف أو يضاعف من فرص الإقلاع عن التدخين بنجاح.
يُعرَّف الاعتماد على النيكوتين على أنه تكيف بيولوجي عصبي للتعرض المتكرر للأدوية والذي يتجلى بشكل سلوكي من خلال الاستخدام الشديد للرقابة أو القهري. التأثيرات النفسية مثل التسامح والاعتماد الجسدي والتأثير اللطيف؛ والسلوك المعزز بالنيكوتين، بما في ذلك عدم القدرة على الإقلاع عن التدخين على الرغم من الآثار الضارة، والرغبة في الإقلاع، ومحاولات الإقلاع المتكررة. الاعتماد على النيكوتين هو مرض منتكس ومزمن يعرف بأنه الرغبة الشديدة في استخدام الدواء، على الرغم من العواقب الاجتماعية الضارة؛ عدم القدرة على التحكم في تعاطي المخدرات؛ وبدء الأعراض الشبيهة بالانسحاب عند إيقاف الدواء. يشير تقرير الجراح العام لعام 1988 إلى أن "التسامح" هو جانب آخر من إدمان المخدرات حيث تنتج جرعة معينة من الدواء تأثير أقل أو تكون الجرعات المتزايدة مطلوبة لتحقيق كثافة محددة من الاستجابة. يمكن أن يحدث الاعتماد الجسدي على الدواء، ويتميز بمتلازمة الانسحاب التي عادة ما تصاحب الامتناع عن تعاطي المخدرات. بعد التوقف عن تعاطي المخدرات، هناك ميل قوي للانتكاس. "
يؤدي الاعتماد على النيكوتين إلى التدخين الشديد ويسبب أعراض انسحاب شديدة ويعود إلى التدخين. يتطور اعتماد النيكوتين بمرور الوقت مع استمرار الشخص في استخدام النيكوتين. لا يجب أن يكون المراهقون مدخنين يوميًا أو لمدة طويلة لإظهار أعراض الانسحاب. يجب ألا يحبط الانتكاس مستخدم النيكوتين من محاولة الإقلاع مرة أخرى. url=https://web.archive.org/web/20160327225607/http://bphc.hrsa.gov/buckets/treatingtobacco.pdf%7Carchive-date%3D2016-03-27%7Curl-status%3Ddead%7D%7D</ref> وجدت مراجعة عام 2015 أن «تجنب أعراض الانسحاب هي أحد أسباب استمرار التدخين أو الانتكاسات أثناء محاولات الإقلاع، وتتوقع شدة أعراض انسحاب النيكوتين ومدتها حدوث الانتكاس». تشمل أعراض الاعتماد على النيكوتين التهيج والغضب ونفاذ الصبر، ومشاكل في التركيز.